# 딘 헬러
딘 아서 헬러(영어: Dean Arthur Heller, 1960년 5월 10일~)은 미국의 정치인으로 미국 네바다주 연방상원의원이다.

## 학력
- 서던캘리포니아 대학교 경영학 학사

## 경력
- 1990.11~1994.11 제66·67대 네바다 제40선거구 하원의원
- 1995.01~2007.01 제15대 네바다 주무장관
- 2007.01~2011.05 제110·111·112대 미국 네바다 제2선거구 연방하원의원
- 2011.05~2019.01 제112·113·114·115대 미국 네바다 연방상원의원

## 역대 선거 결과
| 선거명      | 직책명                       | 대수  | 정당   | 득표율 | 득표수    | 결과 | 당락                   |
| ----------- | ---------------------------- | ----- | ------ | ------ | --------- | ---- | ---------------------- |
| 1990년 선거 | 하원의원 (네바다 제40선거구) | 66대  | 공화당 | 0%     | 표        | 1위  | 네바다 주의원 당선     |
| 1992년 선거 | 하원의원 (네바다 제40선거구) | 67대  | 공화당 | 66.38% | 8,146표   | 1위  | 네바다 주의원 당선     |
| 1994년 선거 | 네바다 주무장관              | 15대  | 공화당 | 54.58% | 204,041표 | 1위  | 네바다주 주무장관 당선 |
| 1998년 선거 | 네바다 주무장관              | 15대  | 공화당 | 65.61% | 270,024표 | 1위  | 네바다주 주무장관 당선 |
| 2002년 선거 | 네바다 주무장관              | 15대  | 공화당 | 60.54% | 298,125표 | 1위  | 네바다주 주무장관 당선 |
| 2006년 선거 | 하원의원 (네바다 제2선거구)  | 110대 | 공화당 | 50.35% | 117,168표 | 1위  | 네바다주 하원의원 당선 |
| 2008년 선거 | 하원의원 (네바다 제2선거구)  | 111대 | 공화당 | 51.82% | 170,771표 | 1위  | 네바다주 하원의원 당선 |
| 2010년 선거 | 하원의원 (네바다 제2선거구)  | 112대 | 공화당 | 63.30% | 169,458표 | 1위  | 네바다주 하원의원 당선 |
| 2012년 선거 | 상원의원 (네바다 제1부)      | 113대 | 공화당 | 45.87% | 457,656표 | 1위  | 네바다주 상원의원 당선 |
| 2018년 선거 | 상원의원 (네바다 제1부)      | 116대 | 공화당 | 45.87% | 457,656표 | 2위  | 낙선                   |